# Bồn tiểu nam

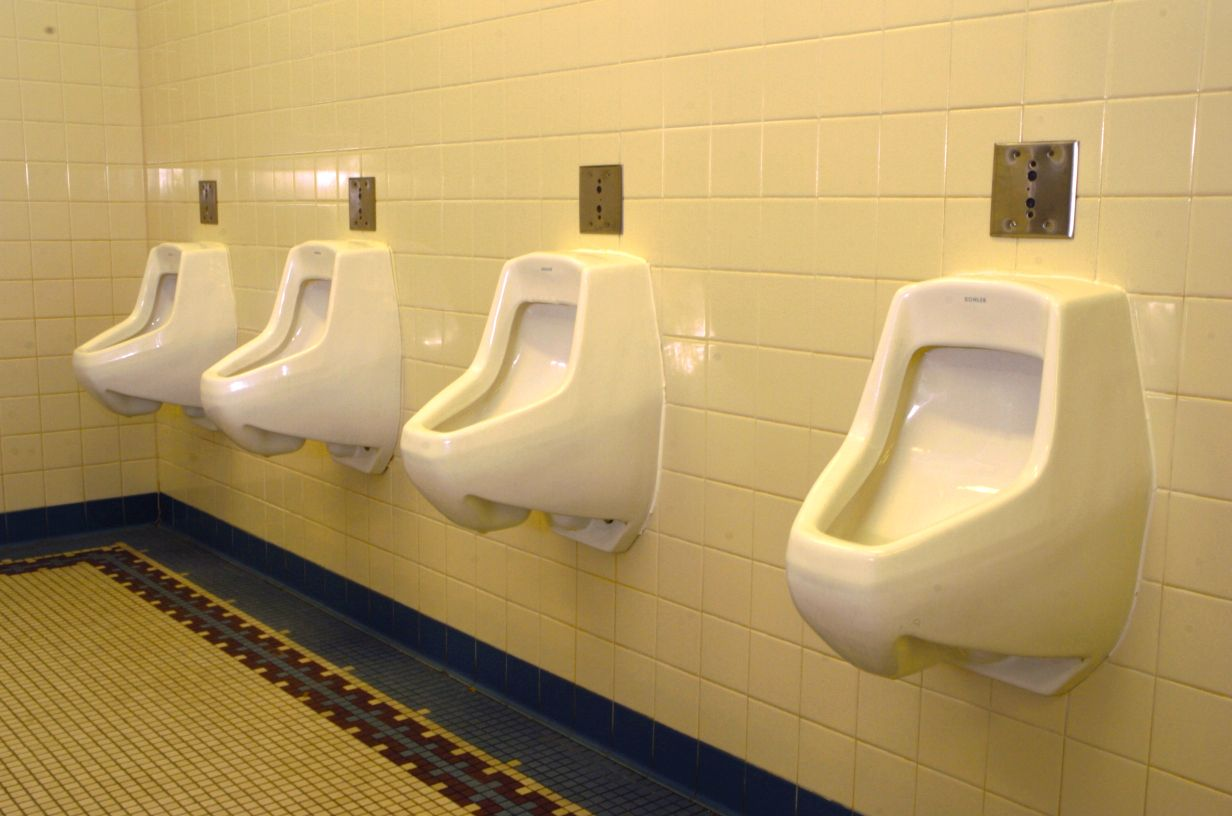
Cách bố trí thông thường của bồn tiểu cảm biến được đặt thành một hàng mà không có vách ngăn

Bồn tiểu nam (tiếng Anh: urinal) (US: /ˈjʊərənəl/, UK: /jʊəˈraɪnəl/) là một thiết bị vệ sinh được sử dụng để đi tiểu. Bồn tiểu thường được lắp đặt trong nhà vệ sinh công cộng dành cho nam giới. Bồn tiểu có thể xả bằng tay, xả tự động hoặc không xả như trường hợp bồn tiểu không dùng nước. Bồn tiểu dành cho phụ nữ ("bồn tiểu nữ") cũng tồn tại nhưng rất hiếm. Phụ nữ có thể sử dụng bồn tiểu đứng bằng cách sử dụng thiết bị đi tiểu nữ.